# Chiesa di Santo Stefano (Buggiano)
La chiesa di Santo Stefano è un edificio religioso situato nella frazione di Colle nel comune di Buggiano, e appartiene alla Diocesi di Pescia.

## Storia e descrizione
Risale all'inizio del XIII secolo, come dipendente dalla pieve di Santa Maria di Pescia. Crollata nel 1946, è stata ricostruita negli anni 1999-2000. Vi si conserva, restaurato nel 2004, un modesto affresco seicentesco.
L'impianto è romanico; una sola navata con copertura a capriate; facciata a capanna, con esile apertura cruciforme e modanatura aggettante, sormontata da piccolo campanile a vela; portone con stipiti monolitici e lunetta soprastante. Priva di abside, sul fondo si apre una piccola monofora (altre due si trovavano nella parete sud, poi chiusa per l’addossamento seicentesco di una casa colonica).